# Beovizija 2019
La nona edizione del Beovizija si è tenuta presso gli studi televisivi di RTS a Belgrado tra il 27 febbraio e il 3 marzo 2019, ed ha selezionato il rappresentante della Serbia all'Eurovision Song Contest 2019 di Tel Aviv.
La vincitrice dell'edizione è stata Nevena Božović con Kruna.

## Organizzazione
Dopo il ritorno del Beovizija nel 2018, RTS ha organizzato la nona edizione per selezionare il rappresentante serbo all'Eurovision 2019, tenuto a Tel Aviv, in Israele.
Le canzoni devono essere scritte nella sola lingua ufficiale della Repubblica di Serbia, ossia in serbo, e i partecipanti devono essere cittadini serbi.
Contrariamente alle precedenti edizioni, il festival si è svolto in due semifinali (27 e 28 febbraio 2019) e una finale (3 marzo 2019).
Tra gli ospiti per la manifestazione ci sono stati: Željko Joksimović, Emilija Kokić (frontwoman dei Riva), Sanja Ilić & Balkanika, Jelena Tomašević, Lea Sirk, Kaliopi, Laka & Mirela.

## Partecipanti
RTS ha ricevuto 76 canzoni da aspiranti artisti dall'8 agosto al 15 novembre 2018, selezionandone 24, da suddividere nelle due semifinali programmate.
| Artista                         | Titolo               | Lingua | Compositori                                                                                        |
| ------------------------------- | -------------------- | ------ | -------------------------------------------------------------------------------------------------- |
| Aleksandra Sekulić              | Tugo                 | Serbo  | Ana Sekulić, Filip Kuranji                                                                         |
| Ana Popović                     | Lutaš                | Serbo  | Sofija Milutinović                                                                                 |
| Dunja Vujadinović               | 7                    | Serbo  | Boris Krstajić, Ljiljana Jorgovanović                                                              |
| Dženan Lončarević               | Nema suza            | Serbo  | Željko Vasić, Dragan Čolaković                                                                     |
| Eleonora                        | Samo lagano          | Serbo  | Eleonora Lav Jovanović, Husein Alijević                                                            |
| Extra Nena                      | Još ti čujem glas    | Serbo  | Ivan Akulov, Milena Ludajić, Snežana Berić                                                         |
| Funked Up                       | Zašto da se ne desi  | Serbo  | Vojin Vilotijević                                                                                  |
| Gipsykord                       | Boje                 | Serbo  | Jovan Savić, Zvonko Marković, Mišo Krpo, Sanja Krstić, Milena Ludajić                              |
| Goga Stanić                     | Čudo                 | Serbo  | Ylva Persson, Linda Persson, Dimitri Stassos, Vladimir Marković Luni, Marko Kon, Ognjen Amidžić    |
| Ivan Kurtić                     | Bella                | Serbo  | Goran Ratković Rale, Radenko Mitrović                                                              |
| Ivana Vladović & Wonder Strings | Moja bol             | Serbo  | Aleksandra Milutinović                                                                             |
| Jana Šušteršić                  | Viktorija            | Serbo  | Vladimir Graić, Željko Hubač                                                                       |
| Lana & Aldo                     | Pogledaj u nebo      | Serbo  | Lana Toković                                                                                       |
| Lord                            | Radnički sin         | Serbo  | Vladimir Preradović Lord                                                                           |
| Majdan                          | Budim te             | Serbo  | Nemanja Erić, Marija Vagner                                                                        |
| Mr Doo                          | Do 100               | Serbo  | Sanja Ilić, Mr Doo, Leontina Vukomanović                                                           |
| Nataša Guberinić & Una Senić    | Samo bez straha      | Serbo  | Predrag Vukčević, Marko Stojanović Luis, Nataša Guberinić, Una Senić, Petar Zorkić, Nemanja Kostić |
| Nevena Božović                  | Kruna                | Serbo  | Nevena Božović                                                                                     |
| Osvajači                        | Voda i plamen        | Serbo  | Nebojša Jakovljević, Zvonko Pantović                                                               |
| Sanya D Rio                     | Ljubimo se           | Serbo  | Miki Dumonjić                                                                                      |
| Sashka Janx                     | Da li čuješ moj glas | Serbo  | Sashka Janx, Marko Nikolić                                                                         |
| Sofija Perić                    | Aritmija             | Serbo  | Vladimir Graić, Snežana Vukomanović                                                                |
| Tamara Milanović                | Reči nisu dovoljne   | Serbo  | Marcel Sprunkel, Gavrilo Milovanović                                                               |
| Tina & Lola Amvon               | Tvoje oči            | Serbo  | Tina Amvon, Olgica Lola Amvon                                                                      |

## Semifinali
Le semifinali si sono svolte in due serate, il 27 ed il 28 febbraio 2019, e ha visto competere 12 partecipanti per gli 6 posti per puntata destinati alla finale.

### Prima semifinale
La prima semifinale si è svolta il 27 febbraio 2019 presso lo Studio 8 di RTS, ed è stata presentata da Dragana Kosjerina e Ivan Mihailović.
Durante la serata si sono esibiti come ospiti: Knez (rappresentante del Montenegro all'Eurovision Song Contest 2015), Bojana Stamenov (rappresentante della Serbia all'Eurovision Song Contest 2015), Sanja Vučić (rappresentante della Serbia all'Eurovision Song Contest 2016) e Jacques Houdek (rappresentante della Croazia all'Eurovision Song Contest 2017).
Ad accedere alla finale sono stati Aleksandra Sekulić, Sashka Janx, Ivan Kurtić, Sofija Perić, i Wonder Strings & Ivana Vladović e Nataša & Una.
| #  | Artista                         | Titolo               | Punteggio | Punteggio | Punteggio | Punteggio | Posizione |
| #  | Artista                         | Titolo               | Giuria    | Televoto  | Televoto  | Totale    | Posizione |
| -- | ------------------------------- | -------------------- | --------- | --------- | --------- | --------- | --------- |
| 1  | Funked Up                       | Zašto da se ne desi  | 1         | 1 635     | 7         | 8         | 7         |
| 2  | Aleksandra Sekulić              | Tugo                 | 10        | 874       | 3         | 13        | 5         |
| 3  | Osvajači                        | Voda i plamen        | 2         | 820       | 2         | 4         | 9         |
| 4  | Dunja Vujadinović               | 7                    | 4         | 534       | 0         | 4         | 10        |
| 5  | Mr. Doo                         | Do 100               | 0         | 733       | 1         | 1         | 11        |
| 6  | Sashka Janx                     | Da li čuješ moj glas | 8         | 1 557     | 6         | 14        | 3         |
| 7  | Ivan Kurtić                     | Bella                | 7         | 971       | 5         | 12        | 6         |
| 8  | Sofija Perić                    | Aritmija             | 5         | 1 912     | 8         | 13        | 4         |
| 9  | Extra Nena                      | Još ti čujem glas    | 3         | 948       | 4         | 7         | 8         |
| 10 | Eleonora                        | Samo lagano          | 0         | 346       | 0         | 0         | 12        |
| 11 | Wonder Strings & Ivana Vladović | Moja bol             | 12        | 1 954     | 10        | 22        | 1         |
| 12 | Nataša & Una                    | Samo bez straha      | 6         | 3 189     | 12        | 18        | 2         |

### Seconda semifinale
La seconda semifinale si è svolta il 28 febbraio 2019 presso lo Studio 8 di RTS, ed è stata presentata da Nebojša Milovanović e Ana Babić.
Durante la serata si sono esibiti come ospiti: Emilija Kokić (vincitrice dell'Eurovision Song Contest 1989, come parte dei Riva), Laka & Mirela (rappresentante della Bosnia ed Erzegovina all'Eurovision Song Contest 2008), Jelena Tomašević (rappresentante della Serbia all'Eurovision Song Contest 2008), Kaliopi (rappresentante della Macedonia del Nord all'Eurovision Song Contest 2012 e 2016), Lea Sirk (rappresentante della Slovenia all'Eurovision Song Contest 2018) e Sanja Ilić & Balkanika (rappresentanti della Serbia all'Eurovision Song Contest 2018).
Ad accedere alla finale sono stati Majdan, Ana Popović, i Lord, Nevena Božović, Jana Šušteršić e Dženan Lončarević.
| #  | Artista           | Titolo             | Punteggio | Punteggio | Punteggio | Punteggio | Posizione |
| #  | Artista           | Titolo             | Giuria    | Televoto  | Televoto  | Totale    | Posizione |
| -- | ----------------- | ------------------ | --------- | --------- | --------- | --------- | --------- |
| 1  | Sanya D Rio       | Ljubimo se         | 2         | 635       | 1         | 3         | 10        |
| 2  | Majdan            | Budim te           | 7         | 1 413     | 8         | 15        | 4         |
| 3  | Goga Stanić       | Čudo               | 4         | 687       | 2         | 6         | 8         |
| 4  | Ana Popović       | Lutaš              | 5         | 1 103     | 7         | 13        | 5         |
| 5  | Lord              | Radnički sin       | 10        | 1 082     | 6         | 16        | 3         |
| 6  | Nevena Božović    | Kruna              | 12        | 1 542     | 10        | 22        | 1         |
| 7  | Gipsykord         | Boje               | 0         | 878       | 4         | 4         | 9         |
| 8  | Jana Šušteršić    | Viktorija          | 8         | 698       | 3         | 11        | 6         |
| 9  | Lana & Aldo       | Pogledaj u nebo    | 3         | 510       | 0         | 3         | 11        |
| 10 | Dženan Lončarević | Nema suza          | 6         | 3 516     | 12        | 18        | 2         |
| 11 | Tina & Lola Amvon | Tvoje oči          | 0         | 526       | 0         | 0         | 12        |
| 12 | Tamara Milanović  | Reči nisu dovoljne | 1         | 1 014     | 5         | 6         | 7         |

## Finale
La finale si è svolta il 3 marzo 2019 presso lo Studio 8 di RTS, ed è stata presentata da Nebojša Milovanović, Ana Babić, Dragana Kosjerina e Ivan Mihailović.
Durante la serata si è esibito come ospite Željko Joksimović, rappresentante della Serbia e Montenegro all'Eurovision Song Contest 2004, della Serbia all'Eurovision Song Contest 2012, nonché presentatore dell'edizione 2008, seguiti da Bojana Stamenov, Jacques Houdek, Knez e Sanja Vučić che si sono esibiti con Molitva (brano vincitore del Beovizija 2007 e dell'Eurovision Song Contest 2007).
A vincere il voto della giuria e il televoto sono state rispettivamente Nevena Božović e Nataša & Una; tuttavia, gli scarsi risultati nel voto della giuria per Nataša & Una, hanno fatto sì che Nevena Božović vincesse una volta sommati i punteggi.
| #  | Artista                         | Titolo               | Punteggio | Punteggio | Punteggio | Punteggio | Posizione |
| #  | Artista                         | Titolo               | Giuria    | Televoto  | Televoto  | Totale    | Posizione |
| -- | ------------------------------- | -------------------- | --------- | --------- | --------- | --------- | --------- |
| 1  | Sashka Janx                     | Da li čuješ moj glas | 10        | 4 964     | 6         | 16        | 3         |
| 2  | Majdan                          | Budim te             | 5         | 2 514     | 3         | 8         | 7         |
| 3  | Sofija Perić                    | Aritmija             | 1         | 2 862     | 4         | 5         | 9         |
| 4  | Dženan Lončarević               | Nema suza            | 7         | 5 858     | 10        | 17        | 2         |
| 5  | Wonder Strings & Ivana Vladović | Moja bol             | 8         | 4 088     | 5         | 13        | 5         |
| 6  | Jana Šušteršić                  | Viktorija            | 3         | 1 487     | 0         | 3         | 10        |
| 7  | Lord                            | Radnički sin         | 6         | 2 435     | 2         | 8         | 8         |
| 8  | Nevena Božović                  | Kruna                | 12        | 5 708     | 8         | 20        | 1         |
| 9  | Ana Popović                     | Lutaš                | 0         | 1 757     | 0         | 0         | 12        |
| 10 | Ivan Kurtić                     | Bella                | 4         | 5 010     | 7         | 11        | 6         |
| 11 | Nataša & Una                    | Samo bez straha      | 2         | 10 427    | 12        | 14        | 4         |
| 12 | Aleksandra Sekulić              | Tugo                 | 0         | 1 872     | 1         | 1         | 11        |

## All'Eurovision Song Contest
La Serbia si è esibita 9ª nella prima semifinale del 14 maggio 2019 dopo la Bielorussia e prima del Belgio, classificandosi 7ª con 156 punti e qualificandosi per la finale, dove, esibendosi 23ª, si è classificata 18ª con 89 punti.
Per promuovere la propria canzone, Nevena Božović ha preso parte all'Eurovision in Concert (6 aprile 2019), presso l'AFAS Live di Amsterdam.

### Giuria e commentatori
La giuria serba per l'Eurovision Song Contest 2019 è stata composta da:
- Sanja Ilić, cantautore, tastierista e presidente di giuria (rappresentante della Serbia all'Eurovision 2018);
- Aleksandra Milutinović, compositrice;
- Leontina Vukomanović, cantante e paroliere;
- Silvana Grujić, editrice dei programmi musicali di RTS;
- Vojislav Aralica, produttore discografico.

L'evento è stato trasmesso in diretta e senza interruzioni su RTS1, RTS HD e RTS Svet, con il commento di Duška Vučinić per la prima semifinale e la finale, e di Tamara Petković per la seconda semifinale. I voti della giuria serba nella finale sono stati annunciati da Dragana Kosjerina.

### Voto

#### Punti assegnati alla Serbia
| Giurie (91)                      | Giurie (91)                        | Giurie (91)                                | Giurie (91)             | Giurie (91)                                                      |
| 12                               | 10                                 | 8                                          | 7                       | 6                                                                |
| -------------------------------- | ---------------------------------- | ------------------------------------------ | ----------------------- | ---------------------------------------------------------------- |
|                                  | - Polonia                          |                                            | - Montenegro - Ungheria | - Cipro - Estonia - Georgia - Grecia - Islanda - Repubblica Ceca |
| 5                                | 4                                  | 3                                          | 2                       | 1                                                                |
| - Belgio - San Marino - Slovenia | - Portogallo                       | - Australia - Francia - Finlandia - Spagna |                         |                                                                  |
| Televoto (65)                    |                                    |                                            |                         |                                                                  |
| 12                               | 10                                 | 8                                          | 7                       | 6                                                                |
| - Montenegro - Slovenia          |                                    |                                            |                         | - Francia - Grecia                                               |
| 5                                | 4                                  | 3                                          | 2                       | 1                                                                |
| - Cipro                          | - Bielorussia - Polonia - Slovenia | - Georgia - Portogallo                     | - San Marino - Ungheria | - Finlandia - Israele                                            |

| Giurie (35)   | Giurie (35)                     | Giurie (35) | Giurie (35)         | Giurie (35) |
| 12            | 10                              | 8           | 7                   | 6           |
| ------------- | ------------------------------- | ----------- | ------------------- | ----------- |
| - Montenegro  |                                 |             | - Polonia           |             |
| 5             | 4                               | 3           | 2                   | 1           |
|               | - Croazia - Estonia             | - Romania   | - Austria - Islanda | - Australia |
| Televoto (54) |                                 |             |                     |             |
| 12            | 10                              | 8           | 7                   | 6           |
| - Montenegro  | - Macedonia del Nord - Slovenia | - Croazia   | - Svizzera          |             |
| 5             | 4                               | 3           | 2                   | 1           |
|               | - Austria                       | - Russia    |                     |             |

#### Punti assegnati dalla Serbia
| Punti | Giuria          | Televoto        |
| ----- | --------------- | --------------- |
| 12    | Montenegro      | Ungheria        |
| 10    | Repubblica Ceca | Slovenia        |
| 8     | Cipro           | Montenegro      |
| 7     | Slovenia        | Australia       |
| 6     | Ungheria        | Islanda         |
| 5     | Australia       | San Marino      |
| 4     | Bielorussia     | Bielorussia     |
| 3     | Polonia         | Estonia         |
| 2     | Grecia          | Grecia          |
| 1     | Estonia         | Repubblica Ceca |

| Punti | Giuria             | Televoto           |
| ----- | ------------------ | ------------------ |
| 12    | Macedonia del Nord | Macedonia del Nord |
| 10    | Italia             | Slovenia           |
| 8     | Svezia             | Russia             |
| 7     | Australia          | Italia             |
| 6     | Estonia            | Svizzera           |
| 5     | Svizzera           | Islanda            |
| 4     | Repubblica Ceca    | Norvegia           |
| 3     | Azerbaigian        | Paesi Bassi        |
| 2     | Danimarca          | Spagna             |
| 1     | Francia            | San Marino         |

#### Voti separati dei giurati
| Stato           | S. Ilić | A. Milutinović | L. Vukomanović | S. Grujić | V. Aralica | Posizione | Punti assegnati |
| --------------- | ------- | -------------- | -------------- | --------- | ---------- | --------- | --------------- |
| Montenegro      | 1°      | 1°             | 1°             | 1°        | 1°         | 1°        | 12              |
| Repubblica Ceca | 2°      | 3°             | 2°             | 2°        | 2°         | 2°        | 10              |
| Cipro           | 4°      | 5°             | 4°             | 3°        | 4°         | 3°        | 8               |
| Slovenia        | 7°      | 4°             | 3°             | 5°        | 3°         | 4°        | 7               |
| Ungheria        | 3°      | 2°             | 5°             | 11°       | 5°         | 5°        | 6               |
| Australia       | 5°      | 9°             | 8°             | 6°        | 6°         | 6°        | 5               |
| Bielorussia     | 6°      | 6°             | 9°             | 7°        | 9°         | 7°        | 4               |
| Polonia         | 9°      | 13°            | 10°            | 4°        | 8°         | 8°        | 3               |
| Grecia          | 8°      | 8°             | 6°             | 9°        | 10°        | 9°        | 2               |
| Estonia         | 13°     | 10°            | 7°             | 8°        | 15°        | 10°       | 1               |
| Finlandia       | 10°     | 14°            | 13°            | 14°       | 7°         | 11°       | -               |
| San Marino      | 11°     | 12°            | 11°            | 10°       | 12°        | 12°       | -               |
| Belgio          | 15°     | 7°             | 14°            | 13°       | 13°        | 13°       | -               |
| Georgia         | 14°     | 11°            | 12°            | 12°       | 11°        | 14°       | -               |
| Portogallo      | 12°     | 15°            | 15°            | 15°       | 14°        | 15°       | -               |
| Islanda         | 16°     | 16°            | 16°            | 16°       | 16°        | 16°       | -               |

| Stato              | S. Ilić | A. Milutinović | L. Vukomanović | S. Grujić | V. Aralica | Posizione | Punti assegnati |
| ------------------ | ------- | -------------- | -------------- | --------- | ---------- | --------- | --------------- |
| Macedonia del Nord | 2°      | 1°             | 2°             | 7°        | 3°         | 1°        | 12              |
| Italia             | 5°      | 2°             | 1°             | 6°        | 6°         | 2°        | 10              |
| Svezia             | 3°      | 3°             | 4°             | 1°        | 18°        | 3°        | 8               |
| Australia          | 15°     | 5°             | 3°             | 3°        | 5°         | 4°        | 7               |
| Estonia            | 6°      | 14°            | 12°            | 2°        | 4°         | 5°        | 6               |
| Svizzera           | 4°      | 4°             | 8°             | 8°        | 7°         | 6°        | 5               |
| Repubblica Ceca    | 9°      | 8°             | 6°             | 10°       | 2°         | 7°        | 4               |
| Azerbaigian        | 1°      | 11°            | 19°            | 4°        | 23°        | 8°        | 3               |
| Danimarca          | 13°     | 18°            | 10°            | 14°       | 1°         | 9°        | 2               |
| Francia            | 8°      | 10°            | 7°             | 11°       | 24°        | 10°       | 1               |
| Paesi Bassi        | 7°      | 7°             | 13°            | 13°       | 17°        | 11°       | -               |
| Malta              | 14°     | 12°            | 5°             | 20°       | 12°        | 12°       | -               |
| Cipro              | 11°     | 13°            | 9°             | 12°       | 9°         | 13°       | -               |
| Russia             | 16°     | 6°             | 16°            | 9°        | 19°        | 14°       | -               |
| Norvegia           | 22°     | 19°            | 15°            | 5°        | 14°        | 15°       | -               |
| Slovenia           | 12°     | 23°            | 11°            | 15°       | 10°        | 16°       | -               |
| Germania           | 10°     | 9°             | 17°            | 22°       | 20°        | 17°       | -               |
| San Marino         | 21°     | 24°            | 24°            | 24°       | 8°         | 18°       | -               |
| Spagna             | 23°     | 21°            | 20°            | 23°       | 11°        | 19°       | -               |
| Israele            | 25°     | 20°            | 14°            | 17°       | 16°        | 20°       | -               |
| Regno Unito        | 19°     | 17°            | 22°            | 16°       | 15°        | 21°       | -               |
| Grecia             | 24°     | 22°            | 18°            | 21°       | 13°        | 22°       | -               |
| Bielorussia        | 18°     | 16°            | 23°            | 19°       | 22°        | 23°       | -               |
| Islanda            | 17°     | 25°            | 21°            | 18°       | 21°        | 24°       | -               |
| Albania            | 20°     | 15°            | 25°            | 25°       | 25°        | 25°       | -               |